# Eligma narcissus
Eligma narcissus es una especie de polilla que pertenece a la familia Nolidae.  Es nativa de las zonas tropicales y subtropicales del Sudeste asiático, incluyendo India, Sri Lanka, China, y Indonesia, y fue descrita por primera vez por el entomólogo neerlandés Pieter Cramer en 1775.
La larva se alimenta de especies de plantas del género Ailanthus y Canarium.